# ریو واتانابه
ریو واتانابه (ژاپنی: 渡邉 りょう؛ زادهٔ ۲۵ اکتبر ۱۹۹۶) یک بازیکن فوتبال اهل ژاپن است.
از باشگاه‌هایی که در آن بازی کرده‌است می‌توان به باشگاه فوتبال آزول کلارو نومازو اشاره کرد.